# Chaka Khan
Chaka Khan (nascida Yvette Marie Stevens; Chicago, 23 de março de 1953) é uma cantora e compositora norte-americana.
Khan chamou atenção do mundo da música pela primeira vez como cantora, na banda funk Rufus, em meados dos anos 70. Com a ajuda de Stevie Wonder, despontou nas paradas de sucesso pop e R&B em 1974, com a canção "Tell Me Something Good". Também com a banda Rufus, gravou a excelente e vibrante "Ain't Nobody", cujo refrão extremamente forte, levanta o público. É com esta música que Chaka Khan costuma fechar seus shows, deixando um gostinho de "quero mais" na plateia.
Em 1978 teve grande sucesso interpretando "I'm Every Woman", canção disco composta pela dupla Ashford & Simpson. Outras músicas de sucesso incluem "Do you love what you feel" (1979) e "Feel for you" (1984).
A carreira de Chaka Khan tem sido irregular em termos de vendagem de discos, porém ela tem continuado a gravar, e sua marca como ícone da música negra norte-americana, especialmente do soul, é indiscutível. Sua versatilidade inclui ainda trabalhos nos gêneros disco', hip hop, jazz, R&B e funk.

## Discografia

### Álbuns de estúdio
- 1978: Chaka
- 1980: Naughty
- 1981: What Cha' Gonna Do for Me
- 1982: Chaka Khan
- 1984: I Feel For You
- 1986: Destiny
- 1988: Ck
- 1992: The Woman I AM
- 1998: Come 2 My House
- 2004: ClassiKhan
- 2007: Funk This
- 2019: Hello Happiness